# 神島崇
神島 崇（かみしま たかし、1979年1月9日 - ）は、福岡県宗像市出身の元プロ野球選手（投手）。左投左打。
実父は宗像大社の神主であり、兄も宗像大社神主。神島自身も2003年の現役引退後に神職へ転じている。
菊池神社で1年、太宰府天満宮で5年、砥鹿神社で5年奉職し、2017年3月から香取神宮に奉職。

## 来歴・人物
東海大五高校では故障もあり主に控え投手だった。卒業後、米国アイオワ州のインディアンヒルズ短期大学に入学してリリーフ投手として大活躍。1998年には同短大で全米3位となり学生選抜にも選出された。
2000年にドラフト6位で日本ハムに入団。MAX141kmの速球とチェンジアップが武器だった。
入団2年目の2001年には、10月1日の西武ライオンズ戦（西武ドーム）で一軍デビュー。9回裏2アウトからの救援登板ながら、左打者の鈴木健を右飛に抑えた。ちなみに、東尾修はこの試合で、西武の一軍監督として最後に指揮を執っていた。
しかし、一軍公式戦の登板はこの1試合のみで、通算防御率0.00のまま2003年のシーズン終了後に球団から戦力外を通告。これを機に現役を引退するとともに、実父の勧めで、神職を目指すべく國學院大學に入学した。
國學院大學卒業後の2007年から、太宰府天満宮の権禰宜に就任。神職の野球大会にも出場した。

## 詳細情報

### 年度別投手成績
| 年 度     | 球 団     | 登 板 | 先 発 | 完 投 | 完 封 | 無 四 球 | 勝 利 | 敗 戦 | セ 丨 ブ | ホ 丨 ル ド | 勝 率 | 打 者 | 投 球 回 | 被 安 打 | 被 本 塁 打 | 与 四 球 | 敬 遠 | 与 死 球 | 奪 三 振 | 暴 投 | ボ 丨 ク | 失 点 | 自 責 点 | 防 御 率 | W H I P |
| --------- | --------- | ----- | ----- | ----- | ----- | -------- | ----- | ----- | -------- | ----------- | ----- | ----- | -------- | -------- | ----------- | -------- | ----- | -------- | -------- | ----- | -------- | ----- | -------- | -------- | ------- |
| 2001      | 日本ハム  | 1     | 0     | 0     | 0     | 0        | 0     | 0     | 0        | --          | ----  | 1     | 0.1      | 0        | 0           | 0        | 0     | 0        | 0        | 0     | 0        | 0     | 0        | 0.00     | 0.00    |
| 通算：1年 | 通算：1年 | 1     | 0     | 0     | 0     | 0        | 0     | 0     | 0        | --          | ----  | 1     | 0.1      | 0        | 0           | 0        | 0     | 0        | 0        | 0     | 0        | 0     | 0        | 0.00     | 0.00    |

### 記録
- 初登板：2001年10月1日、対西武ライオンズ28回戦（西武ドーム）、9回裏2死に5番手で救援登板・完了、1/3回無失点

### 背番号
- 58 （2000年 - 2003年）